# Yousuf Karsh
Yousuf Karsh (Mardin, 1908 - Boston, 2002) va ser un fotògraf canadenc d'origen armeni, és un dels retratistes més valorats del segle xx.
Va néixer a Mardin en temps otomans. A l'edat de 14 anys, Karsh i la seva família van fugir del país arran les massacres contra els armenis als anys 20, marxant a Síria. Dos anys després, el fotògraf es trasllada a Sherbrooke, a la província de Quebec, Canada i visqué amb el seu tiet, el també fotògraf George Nakash. Aquest és el que va decidir, enviar-lo com aprenent a Boston (Estats Units), a l'estudi del retratista John Garo
Després de quatre anys, va tornar al Canadà i va obrir el seu propi estudi a Ottawa, prop de la seu del govern canadenc. Va ser on va conèixer ell llavors primer ministre del país, Mackenzie King. Aquella relació va facilitar que pogués fer retrats a mandataris i personatges públics de l'època. Però el moment més important va ser la visita l'any 1941 de Winston Churchill. El retrat que li va fer al primer ministre britànic, va donar a Karsh el reconeixement internacional i convertint-se en una de les icones fotogràfiques del segle xx. La carrera del fotògraf ha fet que per la seva càmera, hi passin diverses de les persones més importants de l'art, la política i la ciència del segle xx. Yousuf Karsh mort el 2002 a Boston a l'edat de 93 anys.